# Il libro degli incantesimi
Il libro degli incantesimi (Book of Spells) è un videogioco prodotto dalla SCE London Studio in associazione con J. K. Rowling (autrice della saga di Harry Potter). È stato pubblicato nel novembre 2012 in Nord America, Europa e Australia.
Il gioco si basa su un libro fittizio pubblicato 200 anni fa da Miranda Gadula, personaggio marginale nominato nella saga di Harry Potter.

## Modalità di gioco
Il gameplay è incentrato sull'uso del PlayStation Move (usato come bacchetta per eseguire gli incantesimi) e del PlayStation Eye. È inoltre il primo gioco a funzionare con il software e libro fisico Wonderbook. Gli incantesimi sono alcuni di quelli citati nella saga di Harry Potter.
La struttura del gioco è divisa in cinque capitoli; durante il primo, il giocatore potrà scegliere la casa di appartenenza tra le quattro possibili (Grifondoro, Serpeverde, Corvonero e Tassorosso) e una bacchetta tra le tre proposte, oppure collegare direttamente il proprio account Pottermore per ovviare subito a queste scelte.

## Sviluppo
Per sviluppare il gioco il team di Sony Computer Entertainment ha lavorato con l'autrice di Harry Potter J. K. Rowling, che lo ha descritto come "la cosa più vicina a un vero libro degli incantesimi che un Babbano possa ottenere". La Rowling aveva già lavorato con la Sony sul suo sito web Pottermore, e la società ad un certo punto aveva un contratto esclusivo per pubblicare gli e-book di Harry Potter. Il gioco è stato lanciato come primo titolo per Wonderbook su PlayStation 3 all'E3 del 2012. È stato rilasciato negli Stati Uniti il 13 novembre, il 15 novembre in Australia e il 16 novembre in Europa.

## Accoglienza
Book of Spells ha ricevuto recensioni contrastanti o positive da parte dei critici del gioco. Ha un punteggio di 72 su Metacritic, indicando "recensioni contrastanti o medie". I critici hanno elogiato l'uso della tecnologia Wonderbook mediante l'uso sia del PlayStation Move che della realtà aumentata, criticando al contempo la breve rigiocabilità del gioco. Il Libro degli Incantesimi è stato nominato per un BATA nella categoria "Game Innovation 2013".